# 닛파시촌
닛파시촌(日橋村)은 후쿠시마현 가와누마군에 있던 촌이다. 현재의 아이즈와카마쓰시 가와히가시의 동쪽 절반에 해당한다.

## 역사
- 1889년 4월 1일 - 정촌제 시행에 의해 히로타촌, 야타촌, 가네다촌, 아사마촌, 히가시나가하라촌, 구라하시촌, 미나미코야촌의 구역을 가지고 성립하였다.
- 1957년 4월 1일 - 도지마촌과 합병해 가와히가시촌이 성립하여, 동일 닛파시촌은 폐지되었다.
- 1978년 4월 1일 - 가와히가시촌이 정으로 승격해 가와히가시정이 되었다.
- 2005년 11월 1일 - 가와히가시정이 아이즈와카마쓰시에 편입되었다.

## 교통

### 철도
- 일본국유철도
  - 반에쓰사이선

### 도로
- 국도 49호선 (에치고 가도)

현재 구촌 지역에는 반에쓰 자동차도 반에쓰 가와히가시 나들목이 위치해 있지만, 당시에는 미개통 상태였다. 

## 참고문헌
- 角川日本地名大辞典 7 福島県